# Plaza del Coso Viejo
La plaza del Coso Viejo es un espacio público situado en la ciudad de Antequera, Málaga (España).

## Situación
Se encuentra en pleno casco histórico de Antequera y alberga el palacio de Nájera, en el que se encuentra Museo de la Ciudad de Antequera; en ella también podemos encontrar la estatua del Infante Don Fernando, conquistador en 1410 de la ciudad, montado a caballo. También podemos encontrar la Fuente de los Cuatro Elementos, que representa a los Cuatro Elementos: agua, fuego, aire y tierra. En ella también podemos encontrar el Convento de Santa Catalina de Siena.

## Historia
Esta plaza tiene orígenes muy antiguos y su nombre anterior fue el de la plaza de las Verduras, por los mercados que se colocaban antiguamente en la plaza.